# Раковлє
Раковлє (словен. Rakovlje) — поселення в общині Брасловче, Савинський регіон, Словенія. 
Висота над рівнем моря: 297 м.